# The Empire Strikes First
The Empire Strikes First è un album dei Bad Religion uscito nel 2004.
Musicalmente improntato al sound classico della band, le liriche si presentano più "politicizzate" che mai a causa del particolare momento in cui l'album è stato concepito, durante la guerra in Iraq. Notevoli Sinister Rouge, Los Angeles Is Burning, Let Them Eat War, Beyond Electric Dreams. Non mancano riferimenti a George Orwell in The Empire Strikes First ed in Boot Stamping on a Human Face Forever. Il titolo allude evidentemente a L'Impero colpisce ancora (The Empire Strikes Back) della trilogia classica di Guerre stellari.

## Tracce
1. Overture - 1:09 - (Gurewitz)
2. Sinister Rouge - 1:53 - (Graffin) mp3[collegamento interrotto]
3. Social Suicide - 1:35 - (Graffin)
4. Atheist Peace - 1:57 - (Graffin)
5. All There Is - 2:57 - (Gurewitz) mp3[collegamento interrotto]
6. Los Angeles Is Burning - 3:23 - (Gurewitz)
7. Let Them Eat War - 2:57 - (Gurewitz)
8. God's Love - 2:32 - (Graffin)
9. To Another Abyss - 4:07 - (Graffin, Gurewitz)
10. The Quickening - 2:19 - (Gurewitz)
11. The Empire Strikes First - 3:23 - (Gurewitz)
12. Beyond Electric Dreams - 4:02 - (Gurewitz)
13. Boot Stamping on a Human Face Forever - 3:49 - (Gurewitz)
14. Live Again (The Fall of Man) - 3:35 - (Graffin, Gurewitz)

### Singoli collegati
1. Los Angeles Is Burning, che contiene l'inedita The Surface Of Me (Graffin, Gurewitz)

## Formazione

### Gruppo
- Greg Graffin - voce
- Brett Gurewitz - chitarra
- Brian Baker - chitarra
- Greg Hetson - chitarra
- Jay Bentley - basso
- Brooks Wackerman - batteria

### Altri musicisti
- David Bragger - violino in Atheist Peace
- Mike Campbell - chitarra in Los Angeles Is Burning
- Sage Francis - voce in Let Them Eat War
- John Ginty - organo Hammond B-3 in Los Angeles Is Burning
- Atticus Ross - programmazione
- Leopold Ross - Sonic Alienator in Beyond Electric Dreams
- Claude Sarne - coro soprano in Sinister Rouge